# Gaby Herbst
Gaby Herbst (Baden, 9 ottobre 1945 – 2015) è stata un'attrice austriaca.

## Biografia
Gaby Herbst studia e inizia a lavorare a Vienna per poi trasferirsi al Münchner Kammerspiele e al Theater in der Josefstadt. Lavorerà anche nei teatri di Braunschweig, Düsseldorf e Köln.
Agli inizi degli anni '70 lavora per serie televisive. Interpreta diversi ruoli in L'ispettore Derrick e Der Alte. Ha dato la sua voce anche al cinema come doppiatrice.

## Filmografia
- 1965: Lumpazivagabundus
- 1966: Luftkreuz Südost
- 1968: Madame Legros
- 1969: Ein Dorf ohne Männer
- 1969: Ende eines Leichtgewichts
- 1970: Vampire sterben nicht
- 1970: Pater Brown (Der rote Mond von Meru)
- 1971: Augenzeugen müssen blind sein
- 1972: Alarm
- 1974: Tatort: für Veigl
- 1974: Telerop 2009 – Es ist noch was zu retten
- 1977: Das chinesische Wunder
- 1977: Graf Yoster gibt sich die Ehre
- 1977–2003: Der Alte (25 ep.)
- 1978: Caribia – Ein Filmrausch in Stereophonie
- 1980: Glaube Liebe Hoffnung
- 1980: Tatort: Spiel mit Karten
- 1980–1988: Polizeiinspektion 1 (5 ep.)
- 1980–1997: L'ispettore Derrick (13 ep.)
- 1981: Goldene Zeiten – Bittere Zeiten
- 1981: Paradies und ander Zustände; Regie: Heide Pils
- 1982: Georg Thomallas Geschichten
- 1983: Monaco Franze – Der ewige Stenz
- 1984: Gepäck aus der Dritten Welt
- 1987: Die Krimistunde
- 1992: Weißblaue Geschichten (3 ep.)
- 1994: Eine Dicke mit Taille
- 1996: Drei in fremden Betten
- 1997: Solo für Sudmann
- 1998: Siska – (ep.1: Der neue Mann)
- 2002: Mann, oh Mann, oh Mann!
- 2003: In der Mitte eines Lebens